# Самарџије
Самарџије су насељено мјесто на подручју града Градишка, Република Српска, БиХ. Према попису становништва из 1991. у насељу је живјело 211 становника.

## Становништво
| Демографија | Демографија | Демографија |
| Година      | Становника  | Становника  |
| ----------- | ----------- | ----------- |
| 1961.       | 318         |             |
| 1971.       | 286         |             |
| 1981.       | 249         |             |
| 1991.       | 211         |             |